# Patrick J. Adams
Patrick Johannes Adams (* 27. srpna 1981 Toronto, Ontario, Kanada) je kanadský herec, fotograf a režisér. Je znám hlavně díky roli Mika Rosse, kterého ztvárnil v televizním seriálu Kravaťáci.

## Mládí a vzdělání
Narodil se v kanadském Torontu, jakožto syn novináře Claude Adams. Zde také navštěvoval Northern Secondary School.
Po rozvodu rodičů se, ve věku 19 let, přestěhoval z Toronta do Los Angeles, kde navštěvoval Univerzitu Jižní Kalifornie, kterou zakončil titulem BFA. Poté, co roku 2004 obdržel ocenění Jacka Nicholsona, které mu poskytlo stipendium, začal pracovat na produkci hry Koza anebo Kdo je Sylvie? Edwarda Albeeho.

## Herecká kariéra

### Film
Jeho filmová kariéra zahrnuje jak vedlejší role, kupříkladu ve filmu Mládí v trapu či 2:13, tak i role hlavní, např. ve filmu Rosnička nebo ve snímku Rage, který se mimo jiné zúčastnil Berlínského mezinárodního filmového festivalu.

### TV seriál
Adams se objevil roku 2004 v epizodách Odložených případů, Křižovatek medicíny, Jacka & Bobbyho. Od té doby dostal několik rolí v seriálech jako Prolhané krásky, Ztraceni, Světla páteční noci, Námořní vyšetřovací služba, Posel ztracených duší, Kravaťácí a mnoho dalších.
V roce 2016 dostal roli Hourmana v seriálu Legends of Tomorrow, kde se poprvé objevil na konci první série jako Rex Tyler.

## Osobní život
Adams začal chodit s hvězdou Prolhaných krásek Troian Bellisario po jejich setkání v roce 2009, když byli oba dva obsazeni ve hře Equivocation. V roce 2010 se spolu na chvíli rozešli, ale potom, co si Adams zahrál společně s Troian roli Hardyho v Prolhaných kráskách, se dali znovu dohromady. 24. února 2014 se oficiálně potvrdilo jejich zasnoubení a 10. prosince 2016 se v Kalifornii vzali. Dne 8. října 2018 se jim narodila dcera.
V září 2013 udělilo UCD Law Society Adamsovi ocenění Honorary Life Membership. Adams hraje na kytaru a je také vášnivým fotografem, který vlastní přes 25 fotoaparátů.

## Filmografie

### Film
| Rok  | Název                           | Role                       | Poznámky    |
| ---- | ------------------------------- | -------------------------- | ----------- |
| 2001 | For the Record                  | Patrick                    | Krátký film |
| 2003 | Mládí v trapu                   | Patch                      |             |
| 2005 | Vánoce v Bostonu                | Seth                       |             |
| 2005 | Façade                          | Harry                      |             |
| 2006 | Orpheus                         | Barry                      |             |
| 2007 | Neuvěřitelný život rockera Coxe | The Kid                    |             |
| 2008 | The Butcher's Daughter          | Ellis McArthur             | Krátký film |
| 2008 | 3 Days Gone                     | Doug Corss                 | Krátký film |
| 2008 | Nejtajnější přání               | Mužský hlas                |             |
| 2009 | Rosnička                        | Byron                      |             |
| 2009 | 2:13                            | Carten Pullman v 19 letech |             |
| 2009 | Rage                            | Dwight Angel               |             |
| 2009 | The Waterhole                   | Miller                     |             |
| 2011 | 6 Month Rule                    | Julian                     |             |
| 2012 | The Come Up                     | Steve                      | Krátký film |
| 2014 | Rosemary's Baby                 | Guy Woodhouse              |             |
| 2017 | Car Dogs                        | Mark Chamberlain           |             |

### TV seriál
| Rok       | Název                                   | Role           | Poznámky                                  |
| --------- | --------------------------------------- | -------------- | ----------------------------------------- |
| 2004      | Jack & Bobby                            | Matt Kramer    | Epizoda: Lost Boys                        |
| 2004      | Odložené případy                        | Dean Lang 1953 | Epizoda: Red Glare                        |
| 2004      | Křižovatky medicíny                     | Brandon        | Epizoda: Code                             |
| 2005      | Zločiny ze sousedství                   | Paul           | Epizoda: Under Threat                     |
| 2006      | Vražedná čísla                          | Adam Bennett   | Epizoda: Protest                          |
| 2006      | První prezidentka                       | Colin Cames    | 2 epizody                                 |
| 2006-2007 | Světla páteční noci                     | Connor Hayes   | 2 epizody                                 |
| 2007      | Beze stopy                              | Adam Clark     | Epizoda: Primed                           |
| 2007      | Ztraceni                                | Peter Talbot   | Epizoda: The Man From Tallahassee         |
| 2007      | Heartland                               | Henry Gilliam  | Epizoda: I Make Myself Into Something New |
| 2008      | Námořní vyšetřovací služba              | Tommy Doyle    | Epizoda: Murder 2.0                       |
| 2009      | Posel ztracených duší                   | Linus Van Horn | Epizoda: Ghost Busted                     |
| 2009      | Cupid                                   | Joe Adams      | Epizoda: Shipping Out                     |
| 2009      | Anatomie lži                            | Lou Nemeroff   | Epizoda: Control Factor                   |
| 2009      | Raising the Bar                         | James Parsons  | Epizoda: Oh, Say You Can Pee              |
| 2010      | Flash Forward – Vzpomínka na budoucnost | Ed             | Epizoda: Future Shock                     |
| 2010      | Prolhané krásky                         | Hardy          | Epizoda: Reality Bites Me                 |
| 2011-2019 | Kravaťáci                               | Mike Ross      | Hlavní role                               |
| 2012      | Luck                                    | Nathan Israel  | 4 epizody                                 |
| 2014-2015 | Orphan Black                            | Jesse          | 2 epizody                                 |
| 2015      | Talking Marriage with Ryan Bailey       | Sám sebe       | 1 epizoda                                 |
| 2016      | Legends of Tomorrow                     | Rex Tyler      | 2 epizody                                 |